# Pilomantis fusca
Pilomantis fusca es una especie de mantis de la familia Iridopterygidae.
Es la única especie del género monotípico Pilomantis.

## Distribución geográfica
Se encuentra en Nueva Guinea.